# Leichtathletik-Europameisterschaften 1986/4 × 100 m der Männer

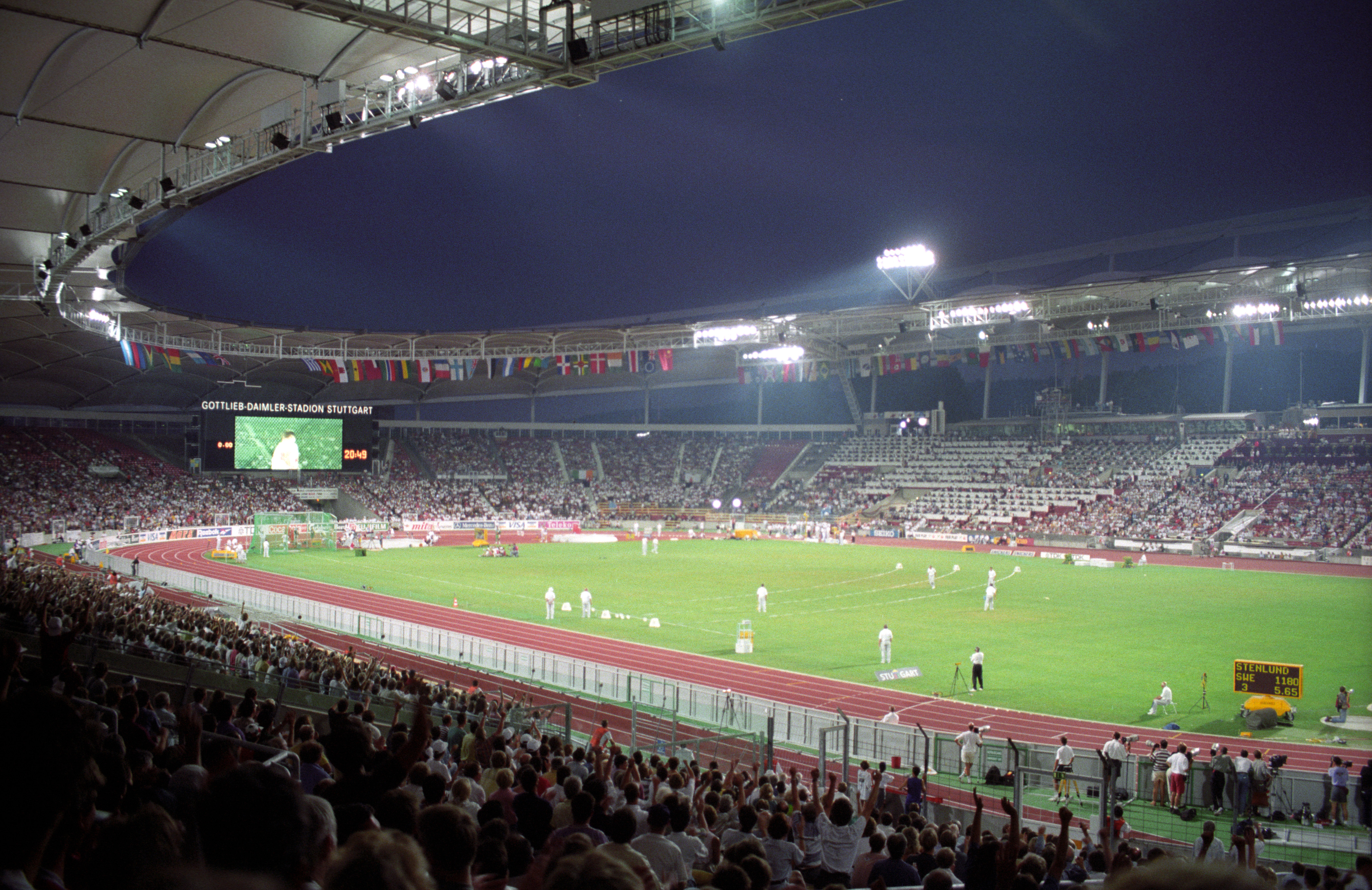
Das Stuttgarter Neckarstadion (heute MHPArena) bei den Leichtathletik-Weltmeisterschaften 1993

Die 4-mal-100-Meter-Staffel der Männer bei den Leichtathletik-Europameisterschaften 1986 wurde am 30. und 31. August 1986 im Stuttgarter Neckarstadion ausgetragen.
Europameister wurde die Sowjetunion in der Besetzung Alexander Jewgenjew (nur im Finale eingesetzt), Nikolai Juschmanow, Wladimir Murawjow und Wiktor Bryshin sowie dem im Vorlauf außerdem laufenden Andrei Schljapnikow.
Den zweiten Platz belegte die DDR mit Thomas Schröder, Steffen Bringmann, Olaf Prenzler und Frank Emmelmann.
Bronze ging an Großbritannien (Elliot Bunney, Daley Thompson, Mike McFarlane, Linford Christie).
Auch der in den Vorläufen für die Sowjetunion eingesetzte Läufer erhielt eine Goldmedaille. Der Meisterschaftsrekord dagegen wurde nun den vier Läufern aus dem Finale zugesprochen.

## Rekorde

### Bestehende Rekorde
| Weltrekord           | 37,83 s | USA (Sam Graddy, Ron Brown, Calvin Smith, Carl Lewis)                                    | OS Los Angeles USA        | 11. August 1984   |
| Europarekord         | 38,19 s | Sowjetunion (Alexander Jewgenjew, Nikolai Juschmanow, Wladimir Murawjow, Wiktor Bryshin) | Moskau, Sowjetunion       | 9. Juli 1986      |
| Meisterschaftsrekord | 38,58 s | Polen (Zenon Nowosz, Zenon Licznerski, Leszek Dunecki, Marian Woronin)                   | EM Prag, Tschechoslowakei | 3. September 1978 |

### Rekordverbesserung
Die siegreiche Staffel aus der Sowjetunion verbesserte den bestehenden EM-Rekord im Finale am 31. August in der Besetzung Alexander Jewgenjew, Nikolai Juschmanow, Wladimir Murawjow und Wiktor Bryshin um 29 Hundertstelsekunden auf 38,29 s. Zum Europarekord des eigenen Landes fehlte dem Quartett eine Zehntelsekunde, der Weltrekord der USA war um 46 Hundertstelsekunden besser.

## Legende
Kurze Übersicht zur Bedeutung der Symbolik – so üblicherweise auch in sonstigen Veröffentlichungen verwendet:
| CR  | Championshiprekord                       |
| DNF | Wettkampf nicht beendet (did not finish) |

## Vorrunde
30. August 1986, 18:35 Uhr
Die Vorrunde wurde in zwei Läufen durchgeführt. Die ersten drei Staffeln pro Lauf – hellblau unterlegt – sowie die darüber hinaus zwei zeitschnellsten Staffeln – hellgrün unterlegt – qualifizierten sich für das Finale. Von den neun angetretenen Mannschaften erreichte nur eine nicht das Finale.

### Vorlauf 1
| Platz | Staffel        | Besetzung                                                                         | Zeit (s) |
| ----- | -------------- | --------------------------------------------------------------------------------- | -------- |
| 1     | Frankreich     | Thierry François Gilles Quénéhervé Antoine Richard Bruno Marie-Rose               | 38,97    |
| 2     | Großbritannien | Elliot Bunney Daley Thompson Mike McFarlane Linford Christie                      | 39,26    |
| 3     | Sowjetunion    | Andrei Schljapnikow (Vorlauf) Nikolai Juschmanow Wladimir Murawjow Wiktor Bryshin | 39,30    |
| 4     | Ungarn         | László Karaffa Istvan Nágy István Tatár Attila Kovács                             | 39,42    |
| 5     | Portugal       | Arnaldo Abrantes Pedro Curvelo Luis Cunha Pedro Agostinho                         | 39,86    |

### Vorlauf 2
| Platz | Staffel        | Besetzung                                                               | Zeit (s) |
| ----- | -------------- | ----------------------------------------------------------------------- | -------- |
| 1     | DDR            | Thomas Schröder Steffen Bringmann Olaf Prenzler Frank Emmelmann         | 38,81    |
| 2     | Italien        | Antonio Ullo Carlo Simionato Pierfrancesco Pavoni Stefano Tilli         | 39,,03   |
| 3     | Bulgarien      | Nikolai Markow Henri Grigorow Krassimir Boschinowski Valentin Atanassow | 39,23    |
| DNF   | BR Deutschland | Volker Westhagemann Werner Zaske Peter Klein Jürgen Evers               |          |

## Finale
31. August 1986, 16:20 Uhr
| Platz | Staffel        | Besetzung | Zeit (s) |
| ----- | -------------- | --- | -------- |
| 1     | Sowjetunion    | Alexander Jewgenjew (Finale) Nikolai Juschmanow Wladimir Murawjow Wiktor Bryshin im Vorlauf außerdem: Andrei Schljapnikow | 38,29 CR |
| 2     | DDR            | Thomas Schröder Steffen Bringmann Olaf Prenzler Frank Emmelmann                                                           | 38,64    |
| 3     | Großbritannien | Elliot Bunney Daley Thompson Mike McFarlane Linford Christie                                                              | 38,71    |
| 4     | Frankreich     | Thierry François Gilles Quénéhervé Antoine Richard Bruno Marie-Rose                                                       | 38,81    |
| 5     | Italien        | Antonio Ullo Carlo Simionato Pierfrancesco Pavoni Stefano Tilli                                                           | 38,86    |
| 6     | Ungarn         | László Karaffa Istvan Nágy István Tatár Attila Kovács                                                                     | 39,15    |
| 7     | Bulgarien      | Nikolai Markow Henri Grigorow Krassimir Boschinowski Valentin Atanassow                                                   | 39,33    |
| 8     | Portugal       | Arnaldo Abrantes Pedro Curvelo Luis Cunha Pedro Agostinho                                                                 | 39,74    |

## Videolink
- 1986 European Athletics Championship Men's 4x100m final, www.youtube.com, abgerufen am 14. Dezember 2022